# Dodola (woreda)
Pour les articles homonymes, voir Dodola.
Dodola est un woreda du centre-sud de l'Éthiopie, situé dans la zone Mirab Arsi de la région Oromia. Il porte le nom de son chef-lieu, Dodola, et a 193 812 habitants en 2007.  

## Situation
Situé dans l'est de la région Oromia, et dans le sud-est de la zone Mirab Arsi, Dodola est bordé au nord par le Chébéli qui le sépare des woredas Kofele et Gedeb Asasa. Ses autres voisins sont les woredas Adaba, Nensebo et Kokosa.
| Kofele | Gedeb Asasa |       |
| Kokosa | Dodola      | Adaba |
|        | Nensebo     |       |

## Histoire
Le woreda Dodola et ses voisins Adaba, Nensebo et Kokosa, sont au XXe siècle dans l'awraja Genale qui forme le coin nord-ouest de la province de Balé, au sud du Chébéli[réf. souhaitée], et dont le chef-lieu est Dodola.
À la réorganisation du pays en régions, ces quatre woredas se rattachent à la zone Bale de la région Oromia où ils restent sans doute jusqu'en 2006.
Ils rejoignent la zone Mirab Arsi en tout cas pour le recensement de 2007.

## Population
D'après le recensement national réalisé en 2007 par l'Agence centrale de la statistique d'Éthiopie, le woreda compte 193 812 habitants et 18 % de la population est urbaine.
La majorité des habitants (89 %) sont musulmans.
La principale agglomération est Dodola avec 20 830 habitants en 2007, suivie par Harero avec 5 092 habitants puis par Negele Metema, Edo Megala et Serofta avec 2 923, 2 759 et 2 547 habitants respectivement,.
En 2022, la population du woreda est estimée à 294 066 personnes avec une densité de population de 178 personnes par km2 et 1 656 km2 de superficie.